# Ненад Шалов
Ненад Шалов (Сплит, 6. октобар 1955) бивши је југословенски и хрватски фудбалер.

## Биографија
Започео је фудбалску каријеру најпре у млађим категоријама Хајдука из Сплита, а потом је од 1974. до 1985. наступао за први тим.
За сениорску екипу Хајдука је дебитовао 1974. године и одиграо две утакмице. Идуће сезоне, увидевши да у јакој конкуренцији тешко може напредовати, одлази на одслужење војног рока. По повратку из војске, доживео је разочарање. Тадашњи шеф стручног штаба Хајдука Влатко Марковић, није га позвао на летње припреме пред сезону 1977/78. Предлагали су му каљење у неком другом клубу, али није посустао. Остао је у Сплиту и марљиво тренирао, а на крају се то исплатило. Та сезона му је била прекретница. Од тада је, па све до одласка из Хајдука, увек био међу првих 16 играча.
Са Хајдуком је освојио три титуле првака Југославије (1974, 1975, 1979) и четири Купа маршала Тита (1974, 1976, 1977,1984). За Хајдук је одиграо укупно 400 утакмица и постигао 46 голова.
Након Хајдука одлази 1986. године у немачки друголигашки клуб Викторија Ашафенбург. Каријеру наставља у немачким нижеразредним екипама Дармштат 98 (1987), Спортфројнде Фрајбург (1987—88), Мајнц 05 (1989-90), а потом ради као тренер у мањим немачким клубовима.
Играо је један меч за репрезентацију Југославије: 15. новембра 1980. против Италије у Торину (резултат 0:2).

## Успеси
- Хајдук Сплит
  - Првенство Југославије: 1974, 1975, 1979.
  - Куп Југославије: 1974, 1976, 1977, 1984.